# Incrustación dental
Una Incrustación dental es un tipo de restauración que se realiza en el interior de la boca, en el sector posterior o anterior del diente. Consiste en un recubrimiento cuya función es la de preservar la estructura sana que quede de un diente. Se cementa al diente para sustituir la estructura perdida por caries, fractura o desgaste.

## En que ocasiones se utiliza
Se trata de una restauración en bloque realizada a medida de la pieza dental sobre la cual se colocará cementada.
Este daño de las piezas puede estar ocasionado por dos motivos diferentes:
- A causa de una lesión cariosa: especialmente común en dientes a los que se les ha hecho una endodoncia.
- Debido a fuertes desgastes dentales y fisuras fruto de distintas maloclusiones o afecciones, como el bruxismo.

## Cuándo se encuentra indicada
Los factores a tener en cuenta antes de llevar a cabo una incrustación son:
- La pieza dental debe mostrar una forma anatómica normal y la corona debe tener longitud adecuada para retener la restauración.
- Deben ser pacientes que lleven a cabo una higiene dental rigurosa y presenten bajo índice de caries dentales.

## Cuándo no se encuentra indicada
- Cuando la pieza dentaria haya experimentado un daño masivo de su estructura (coronas de escasa longitud) y presente restauraciones extensas o abrasiones cervicales severas.
- En caso de que la pieza dental afectada, generalmente los molares, sirva de soporte de prótesis parcial fija o prótesis removibles.
- En pacientes que no tengan unas técnicas correctas de limpieza oral y sean proclives a verse afectados por la aparición de caries dentales.[3]

## Tipos de incrustaciones
Según material:
- Amalgama o de oro, de gran resistencia y durabilidad. La diferencia entre ambos radica, por un lado, en el precio: las incrustaciones de oro, si bien presentaban inmejorables garantías, eran más caras; por el otro, en el número de sesiones empleadas para realizarlas: hacían falta más.
- De composite o la porcelana, con altas ventajas estéticas. Las incrustaciones de composite se realizan en clínica, colocándose en una sola sesión en la boca del paciente. Imitan la tonalidad del diente sobre el que irán cementadas. El composite es un material que tiende a desgastarse y a sufrir ciertas fisuras (su duración oscila entre los 5 y los 10 años). La duración de la porcelana son hasta 30 años.[4]

## Incrustaciónonlayeinlay
Las incrustaciones dentales en general se utilizan para restaurar los molares que han sufrido una caries leve o moderada, o bien para tapar grietas o fracturas dentales siempre y cuando no sea necesario colocar una corona dental. Existen distintos tipos, pero en la actualidad las que más se utilizan son las denominadas incrustaciones inlay y onlay, que pueden ser de porcelana, resina compuesta y raramente de oro y ofrecen numerosas ventajas sobre las incrustaciones metálicas de amalgama.

### Características de las incrustaciones inlay/onlay
Este tipo de incrustaciones ejercen un refuerzo del diente próximo al 75%.
Se fabrican con el mismo color del diente que se va a reparar, por lo que apenas son perceptibles desde el exterior.
Permiten preservar una estructura del diente mayor que en el caso de las incrustaciones metálicas, lo que en la mayoría de los casos evita un tratamiento posterior y la colocación de coronas, puentes o implantes.
Su duración es muy superior a la de otras incrustaciones convencionales y se aproxima a los 30 años.
Se utilizan frecuentemente para reemplazar las de amalgama metálica.

### Incrustaciones inlay
El uso de las incrustaciones inlay se centra en la reparación de caries que afectan a los superficies superiores y emergentes del diente, además de para la sustitución de amalgamas por razones estéticas o porque hayan resultado dañados. Para su elaboración se realiza previamente una impresión del diente y se coloca una incrustación provisional para sellar la cavidad dental.
A partir de la impresión se fabricará la incrustación inlay definitiva, asegurándose que ajuste perfectamente y que su color sea lo más parecido posible al del diente que se está reparando. En la consulta siguiente se retira la provisional y se coloca y ajusta la definitiva.

### Incrustaciones onlay
Las incrustaciones onlay se utilizan en caries más extensas que aquellas que pueden cubrirse con las inlay, en las que las convencionales se caerían o en las que de otro modo sería necesario colocar una funda. La colocación de este tipo de incrustaciones no requiere el tallado del diente una vez realizada la preceptiva endodoncia, pues su fijación queda garantizada por los sistemas de adhesión de que actualmente se dispone. 
Además, los materiales con que se elaboran las incrustaciones onlay en ningún momento entran en contacto con los tejidos gingivales, por lo que se evitan molestias como las que generan las fundas dentales.

## Procedimiento para colocación de la incrustación
La preparación cavitaria para incrustaciones dentales sigue patrones comunes a todos los tipos de incrustaciones (de composite o de porcelana).
Con paredes divergentes hacia el exterior de la cavidad, con suelos planos para garantizar la estabilidad y el apoyo de la restauración y ángulos redondeados que contribuyen a la resistencia del diente tratado.
En la preparación cavitaria para incrustaciones dentales de tipo overlay es necesario mantener un espesor mínimo en todo el volumen de la incrustación dental de unos 2 mm. 
En general, en la preparación cavitaria para incrustaciones dentales, las paredes serán más divergentes. Contando con los cambios dimensionales de la cerámica (contracción).
No se practican surcos ni biseles. Se recomienda una terminación amplia en chaflán. La restauración no debe acabar muy cerca del punto de contacto para así poder alcanzar el margen en las maniobras de pulido.
Las zonas retentivas que pueden quedar en las paredes cavitarias se rellenan con ionómero de vidrio. A continuación se toma una impresión de la cavidad con siliconas de adición o poliéteres.

### Impresión digital de la boca con escáner intraoral
En el caso de las incrustaciones dentales realizadas por un procedimiento de cadcam se efectúa una impresión digital de la boca con escáner intraoral. Seguidamente, por medio de unos procesos robotizados, se talla en pocos minutos la incrustación sobre un bloque ya preparada de cerámica. Mientras se hace, tu diente queda protegida por una obturación provisional hasta el cementado de la incrustación dental. Estas restauraciones temporales se elaboran siguiendo los mismos criterios ya descritos para las incrustaciones de composite. El cementado de las incrustaciones de porcelana se realiza igual que el de las incrustaciones de composite. La diferencia entre estos dos tipos de incrustaciones dentales reside en el acondicionamiento de la superficie de la porcelana dental.
La incrustación de porcelana debe ser tratada previamente a su cementado con ácido fluorhídrico o bien, con un amonio fluorado y a continuación se debe silanizar la superficie.
Tras ubicar la incrustación sobre la cavidad se retiran los excesos de cemento y se polimeriza este con luz halógena siguiendo las pautas convencionales. Con la incrustación ya cementada se verifican los contactos oclusales.
Antes de la fabricación y de la colocación de las incrustaciones dentales. El dentista debe eliminar antiguas reconstrucciones o bien tejido cariado (en el caso de que este presente). Después realiza una cavidad que proporciona los requisitos idóneos para la retención de la incrustación dental.
Dependiendo de si el material con el que realizamos la restauración es composite o porcelana. Para hacer una incrustación de composite, la superficie interna se condiciona chorreando (con partículas de abrasión).
En una incrustación de porcelana, utilizamos ácido fluorhídrico al 5% como condicionante. Ambos casos se hacen con un silano orgánico en las superficies de la incrustación durante 60 segundos.

### Adhesión de la incrustación de porcelana
- Mezclar la base y catalizador del cemento resinoso (Variolik II).
- Aplicación de cemento resinoso sobre la preparación.
- Asentamiento de la restauración en la preparación.
- Retirar excesos, en interproximal usar hilo dental.
- Polimerizar durante 3 segundos por cada superficie para fijar la restauración.
- Eliminar excesos. Fotopolimerización final 1 minuto por cada superficie.
- Acabado y pulido.
- Fotopolimerización a través de un gel ( glicerina, fluorización, para inhibir el oxígeno).
- Retirar dique.
- Ajuste oclusal.
- Radiografía de aleta de mordida

### Adhesión de la incrustación de composite
- Precalentar composite microhíbrido durante 5-10 minutos previos al cementado.
- Aplicación del composite precalentado sobre la preparación.
- Asentamiento de la restauración en la preparación.
- Retirar excesos.
- Polimerizar durante 3 segundos por cada superficie para fijar la restauración.
- Eliminar excesos.
- Fotopolimerización final 1 minuto por cada superficie.
- Acabado y pulido.
- Fotopolimerización a través de un gel ( glicerina, fluorización, para inhibir el oxígeno.
- Retirar dique.
- Ajuste oclusal.